# 히트맨: 코드네임 47
히트맨: 코드네임 47(Hitman: Codename 47)은 IO 인터랙티브가 개발하고 Eidos Interactive가 배급한 스텔스 비디오 게임이다. 2000년 11월 마이크로소프트 윈도우 전용으로 출시되었다. 히트맨 시리즈 중 첫 타이틀이다. 3인칭 관점에서 게임플레이가 이루어진다.
코드네임 47은 평론가들로부터 엇갈린 평가를 받았다. 스텔스 게임플레이의 고유한 접근 면에서 좋은 평가를 받았지만 플레이의 어려움과 컨트롤 면에서는 비판을 받았다. 이 게임은 2009년 500,000본 이상이 판매되었다. 후속작 히트맨 2는 2002년 출시되었다.

## 평가
| 평가                                                                                        |        |
| ------------------------------------------------------------------------------------------- | ------ |
| 통합 점수 통합사 점수 메타크리틱 73/100 [ 2 ] 평론 점수 평론사 점수 넥스트 제네레이션 [ 3 ] |        |
| 통합 점수                                                                                   |        |
| 통합사                                                                                      | 점수   |
| 메타크리틱                                                                                  | 73/100 |
| 평론 점수                                                                                   |        |
| 평론사                                                                                      | 점수   |
| 넥스트 제네레이션                                                                           | [ 3 ]  |